# Медвежка (река, впадает в Кроноцкий залив)
Медвежка — река на полуострове Камчатка в России.
Длина реки — 17 км. Протекает по территории Елизовского района Камчатского края. Впадает в Тихий океан.
Ительменское название Чиде-кыг — «дочерняя река».

## Данные водного реестра
По данным государственного водного реестра России относится к Анадыро-Колымскому бассейновому округу.
Код объекта в государственном водном реестре — 19070000212120000019919.